# 勒图尔讷
勒图尔讷（法語：Le Tourne，法語發音：[lə tuʁn]）是法国吉伦特省的一个市镇，属于波尔多区。

## 地理
勒图尔讷（44°42'38"N, 0°24'4"W）面积2.53 平方千米，位于法国新阿基坦大区吉倫特省，该省份为法国西南部沿海省份，是法國本土面积最大的省，北起滨海夏朗德省，西临大西洋，南至朗德省，东南接洛特-加龍省，东临多爾多涅省。
与勒图尔讷接壤的市镇（或旧市镇、城区）包括：欧克斯、朗瓜朗、波尔泰茨、塔巴纳克。

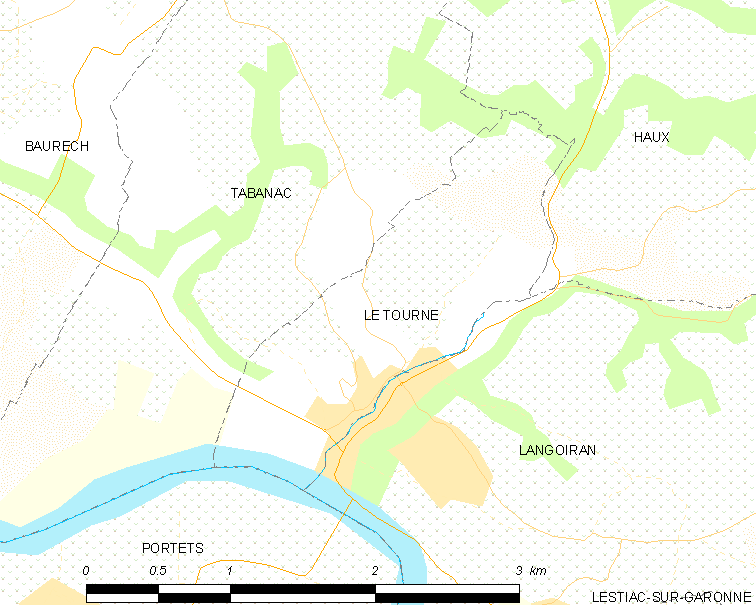
勒图尔讷的OSM定位图

勒图尔讷的时区为UTC+01:00、UTC+02:00（夏令时）。

## 行政
勒图尔讷的邮政编码为33550，INSEE市镇编码为33534。

## 政治
勒图尔讷所属的省级选区为海间县。

## 人口

1962-2008年间勒图尔讷人口变化图示

勒图尔讷于2022年1月1日时的人口数量为836人。